# Hessequa
Hessequa – gmina w Republice Południowej Afryki, w Prowincji Przylądkowej Zachodniej, w dystrykcie Eden. Siedzibą administracyjną gminy jest Riversdale.